# Соудерсбург (Пенсільванія)
Соудерсбург (англ. Soudersburg) — переписна місцевість (CDP) в США, в окрузі Ланкастер штату Пенсільванія. Населення — 523 особи (2020).

## Географія
Соудерсбург розташований за координатами 40°0′55″ пн. ш. 76°9′13″ зх. д. / 40.01528° пн. ш. 76.15361° зх. д. (40.015329, -76.153609).  За даними Бюро перепису населення США в 2010 році переписна місцевість мала площу 3,01 км², з яких 2,97 км² — суходіл та 0,04 км² — водойми.

## Демографія
Згідно з переписом 2010 року, у переписній місцевості мешкало 540 осіб у 212 домогосподарствах у складі 133 родин. Густота населення становила 179 осіб/км².  Було 226 помешкань (75/км²).
Расовий склад населення:
| - 87,0 % — білих - 3,7 % — азіатів - 2,2 % — чорних або афроамериканців - 0,2 % — вихідців з тихоокеанських островів - 0,2 % — корінних американців - 2,6 % — осіб інших рас |

До двох чи більше рас належало 4,1 %. Частка іспаномовних становила 6,3 % від усіх жителів.
За віковим діапазоном населення розподілялося таким чином: 23,1 % — особи молодші 18 років, 63,9 % — особи у віці 18—64 років, 13,0 % — особи у віці 65 років та старші. Медіана віку мешканця становила 36,4 року. На 100 осіб жіночої статі у переписній місцевості припадало 100,0 чоловіків;  на 100 жінок у віці від 18 років та старших — 103,4 чоловіків також старших 18 років.
Медіана доходів становила 51 761 долар для чоловіків та 34 286 доларів для жінок. За межею бідності перебувало 3,4 % осіб, у тому числі 0,0 % дітей у віці до 18 років та 0,0 % осіб у віці 65 років та старших.
Цивільне працевлаштоване населення становило 269 осіб. Основні галузі зайнятості: роздрібна торгівля — 23,8 %, освіта, охорона здоров'я та соціальна допомога — 22,7 %, виробництво — 16,0 %, будівництво — 10,8 %.